# Figure, nu assis, figure accoudée
Femme assise  et  Figure, nu assis, figure accoudée  sont deux  huiles sur toile peintes par Nicolas de Staël en 1953 à Lagnes et à Ménerbes. La première est  répertoriée à cette date dans le catalogue raisonné de Françoise de Staël sous  le no 724. Elle précède de très peu Figure, nu assis, figure accoudée, huile sur toile, 89 × 139 cm peinte vers la fin de l"année 1953, répertoriée dans le catalogue sous le no 726. Les deux sujets sont toujours la même femme qu'il désigne parfois sous le nom de Une inconnue, bien qu'il s'agisse de Jeanne Mathieu, qu'il nomme de temps en temps :  Nu debout (nu Jeanne). Cette femme dont il s'est épris et pour laquelle il s'est jeté par la fenêtre n'est en réalité qu'un des motifs du désespoir de Nicolas de Staël qui a toute sa vie vécu entre enthousiasme et accès de mélancolie désespérée. Staël ne connaissait pas la sérénité, ainsi le confirme Bernard Heitz : « Dans sa frénésie de peindre il côtoie sans cesse l'abîme, (...) toujours sur le fil du rasoir, à l'image de Vincent van Gogh qu'il rejoint dans le suicide. »

## Contexte
Staël vient de faire un voyage « familial » en Italie et en Sicile. Au début août 1953, il a entassé dans son Tube Citroën Françoise enceinte de son dernier fils, les enfants et deux amies. Parmi ces deux amies, se trouve Ciska Grillet une amie de René Char et Jeanne Mathieu dont Staël est déjà amoureux, et avec laquelle, arrivé en Toscane au retour de Sicile, il fait de longues promenades, abandonnant femme, amie, et enfants. 
En Sicile, parmi les ruines de Selinonte, (province de Trapani), Staël est allé chercher les secrets de l'art grec, la clef des formes stylisées et pures. La Sicile va lui inspirer la série des Agrigente, mais son amour pour Jeanne va accélérer sa recherche sur le nu. Il écrit à Jacques Dubourg : « Je crois que quelque chose se passe en moi de nouveau, et parfois, cela se greffe à mon inévitable besoin de tout casser. Que faire? » L'intégralité de la lettre est reproduite dans le catalogue raisonné de Françoise de Staël. On voit que Dubourg est resté le marchand préféré de Staël, et que  le peintre continue à lui fournir des toiles.
Ces « vacances italiennes » n'ont pas été une détente pour le peintre qui s'enferme au retour, seul dans son atelier de Lagnes puis de Ménerbes, où il peint anonymement Jeanne qui devient son « inconnue », sa « femme assise », son « nu assis figure accoudée » et dont il confie, dans une lettre à René Char : « Je suis devenu un fantôme qui peint des temples grecs et un nu si adorablement obsédant, sans modèle, qu'il se répète et finit par se brouiller de larmes. »
Entretemps, Paul Rosenberg a fait savoir au peintre  qu'il a vendu tous les tableaux qu'il lui avait envoyés. Staël est donc riche, mais cela ne le console de rien. Il peint désormais avec une fureur fiévreuse et reconnaît, dans une lettre du 17 octobre à Jacques Dubourg : « Je peins dix fois trop, comme on écrase le raisin et non comme on boit du vin »

## Les œuvres
Figure, nu assis, figure accoudée, 1953-1954 (?), huile sur toile, 89 × 130 cm, peinte à Ménerbes  qui porte aussi le titre  Figure accoudée (Figure, Nu assis, Figure accoudée) , résume assez bien, par son titre peu précis, le mystère qui entourait les nus dont Jeanne était le sujet principal. 
Dans celui-ci, la figure allongée et accoudée est à peine lisible. Elle se détache sur un fond bleu gris contrastant avec la ligne du corps, de la tête à la chevelure noire jusqu'au coude et à l'avant-bras, entourés d'un halo  bleu clair. Le reste du corps est hachuré, comme rayé, noyé dans un fond nuageux blanchâtre, seules les jambes ont une forme dans les tons rosés. Ici Staël a expérimenté une recherche sur la couleur dont il souhaitait  percer le mystère depuis des années, notamment celui des hachures de Eugène Delacroix sur lesquels Staël s'interrogeait déjà en mars 1937, et qu'il exprimait dans une lettre à Madame Fricero. « C'est indispensable, savoir la loi des couleurs, (…) savoir pourquoi Delacroix sabrait de raies vertes ses nus décoratifs aux plafonds, et ces nus semblaient sans taches et d'une couleur de chair éclatante. » À son tour, Staël a visiblement sabré le corps de rayure noires et blanches disparaissant dans un semblant de voile.
Très rarement présentée dans les expositions, cette toile ne figurait ni à la rétrospective Staël 2003 au Centre Pompidou, ni à celle de la Fondation Gianadda 2010, ni même à la rétrospective de la galerie Maeght 1991. Françoise de Staël a recensé seulement quatre expositions où le tableau est présenté  : Arles 1958, Grenoble 1984 Montpellier 1992 et Parme 1994.
On peut la voir au musée d'Antibes depuis le 17 mai. Dans le reportage vidéo, elle apparait en quatrième, tout de suite après Femme assise (Staël).

Femme assise (Staël)  et Figure, nu assis, figure accoudée  sont deux toiles présentées à l'exposition du Musée Picasso (Antibes) jusqu'au 7 septembre 2014. L'exposition est intituléeLa figure à nu, hommage à Nicolas de Staël, à l'occasion du centenaire de la naissance du peintre, sur le thème du nu et de la figure féminine. Le reportage vidéo de V. Varin, E. Jacquet, et N. Brancato  présente, dans l'ordre, les œuvres suivantes : Nu couché bleu (1955), Figures (Staël) (1953), Femme assise (Staël) (1953), Figure, nu assis, figure accoudée 1953, une version du Le Parc des Princes, (1952), Portrait d'Anne (1953), Le Concert (Le Grand Concert : L'Orchestre), 1955, huile sur toile 350 × 600 cm(1955), dernier tableau de Staël appartenant au Musée Picasso (Antibes), avec les commentaires de Anne de Staël, fille du peintre, et de Jean-Louis Andral, directeur des musées d’Antibes .